# Uszka
Uszka község Szabolcs-Szatmár-Bereg vármegyében, a Fehérgyarmati járásban.

## Fekvése
A megye keleti részén, a Szamosközben fekszik, közvetlenül az ukrán-magyar országhatár mellett.
A határ magyar oldalán csak három településsel határos: a szomszédai északnyugat felől Tiszabecs, dél felől a mindössze 2 kilométerre fekvő Magosliget (ez utóbbi a legközelebbi szomszédja), délnyugat felől pedig még érintkezik a területe Botpalád határszélével is. Északi szomszédja a már Ukrajnához tartozó Tiszaújlak (Вилок), kelet felől pedig a bő 2 kilométerre fekvő Tiszabökény (Тисобикень) külterületeivel határos.
A környék fontosabb települései közül Tiszacsécse 12, Sonkád 8, Milota 9, Tiszabecs 4, Kispalád 8, Botpalád pedig 10 kilométer távolságra található.

### Megközelítése
A településen végighalad, nagyjából délkelet-északnyugati irányban a 4143-as út, közúton csak ezen érhető el, a két végponti település, Gacsály és Tiszabecs felől is.
Vasútvonal nem érinti, a legközelebbi vasúti csatlakozási pontok a határ magyar oldalán Zajta vasútállomás vagy Rozsály megállóhely a MÁV Nyíregyháza–Mátészalka–Zajta-vasútvonalán, mindkettő több mint 20 kilométerre. (Ukrajnai területen ennél lényegesen közelebb helyezkedik el hozzá a kárpátaljai Tiszaújlak vasútállomása, alig 5 kilométerre.

## Története
Uszka nevét az oklevelek 1462-ben említik először Wyzka néven. A 15. századig a Bökényi családé volt.
1462 előtt az Atyaiaknak is van itt birtokrészük, melyet ekkor a Rozsályi Kúnok kaptak meg, majd 1476-ban a Gachályiak részeit is megvásárolják, ezáltal a határ legnagyobb része a rozsályi uradalomhoz tartozott a 17. század végéig.
Uszkát Rosályi Kún István leánynegyedben adta a Kún Ilona gyermekeinek: a Bessenyeieknek, azzal a kedvezéssel, hogy az uszkai jobbágyok a tiszabecsi réven és a rozsályi hídon vám nélkül mehessenek át.
A 18. században több birtokosa is volt, így a Forray, Márton, Longer, Szentpétery, és Szabó családoké lett, majd az 1800-as évek elején a Thúry, Gál, Ary, Kardos, Szilágyi és Enyedi családoknak is volt itt birtoka.
Uszka határának tiszabecsi oldalán, azzal közös határrészen áll Bajnok dűlő. 1703-ban itt a Bajnokdűlő nevű részen volt a tiszabecsi ütközet. A község ekkor teljesen elpusztult, majd utána új, mai helyére telepedett.

## Közélete

### Polgármesterei
| Terminus  | Név                     | Jelölő szervezet |  |
| --------- | ----------------------- | ---------------- |  |
| 1990–1994 | Mester Miklós           | független        |  |
| 1994–1998 | Dr. Sértő-Radics István | SZDSZ            |  |
| 1998–2002 | Dr. Sértő-Radics István | SZDSZ            |  |
| 2002–2006 | Dr. Sértő-Radics István | SZDSZ            |  |
| 2006–2010 | Dr. Sértő-Radics István | SZDSZ            |  |
| 2010–2014 | Dr. Sértő-Radics István | SZEMA-Összefogás |  |
| 2014–2019 | Dr. Sértő-Radics István | Együtt           |  |
| 2019–2024 | Borbély Lászlóné        | független        |  |
| 2024–     | Borbély Lászlóné        | Fidesz-KDNP      |  |

## Népesség
A település népességének változása:
| Lakosok száma | 427  | 434  | 454  | 537  | 424  | 479  | 477  |
|               | 2013 | 2014 | 2015 | 2021 | 2022 | 2023 | 2024 |

2001-ben a település lakosságának 77%-a magyar, 23%-a cigány nemzetiségűnek vallotta magát.
A 2011-es népszámlálás során a lakosok 99,7%-a magyarnak, 53% cigánynak, 1,3% ukránnak mondta magát (0,3% nem nyilatkozott; a kettős identitások miatt a végösszeg nagyobb lehet 100%-nál). A vallási megoszlás a következő volt: római katolikus 2%, református 28,2%, görögkatolikus 1%, egyéb felekezet (elsősorban szabadkeresztény) 43,9%, felekezeten kívüli 17,3% (7,6% nem válaszolt).
2022-ben a lakosság 92,2%-a vallotta magát magyarnak, 32,3% cigánynak, 0,2-0,2% bolgárnak, ruszinnak és görögnek, 0,5% egyéb, nem hazai nemzetiségűnek (7,5% nem nyilatkozott; a kettős identitások miatt a végösszeg nagyobb lehet 100%-nál). Vallásuk szerint 10,4% volt református, 0,5% görög katolikus, 23,1% egyéb keresztény, 2,6% felekezeten kívüli (63,4% nem válaszolt).

## Nevezetességek
- Református temploma 1805-ben épült, torony nélküli épület, mellette álló fa haranglábbal.

## Külső hivatkozások
- Uszka község önkormányzatának honlapja
- Uszka az utazom.com honlapján[halott link]